# Jonas Hofmann
Jonas Hofmann, född 14 juli 1992 i Heidelberg, är en tysk fotbollsspelare som spelar för Bayer Leverkusen. 

## Klubbkarriär
Den 5 juli 2023 värvades Hofmann av Bayer Leverkusen, där han skrev på ett fyraårskontrakt.

## Landslagskarriär
I november 2022 blev Hofmann uttagen i Tysklands trupp till VM 2022.